# Kotmanová
Kotmanová (1948–1990 slowakisch „Dobročská Lehota“; deutsch Kottman, ungarisch Kotmány – bis 1907 Kotmanlehota) ist eine Gemeinde im Süden der Slowakei mit 259 Einwohnern (Stand 31. Dezember 2024). Sie gehört zum Okres Lučenec, einem Kreis des Banskobystrický kraj, und ist zugleich Teil der traditionellen Landschaft Novohrad.

## Geographie

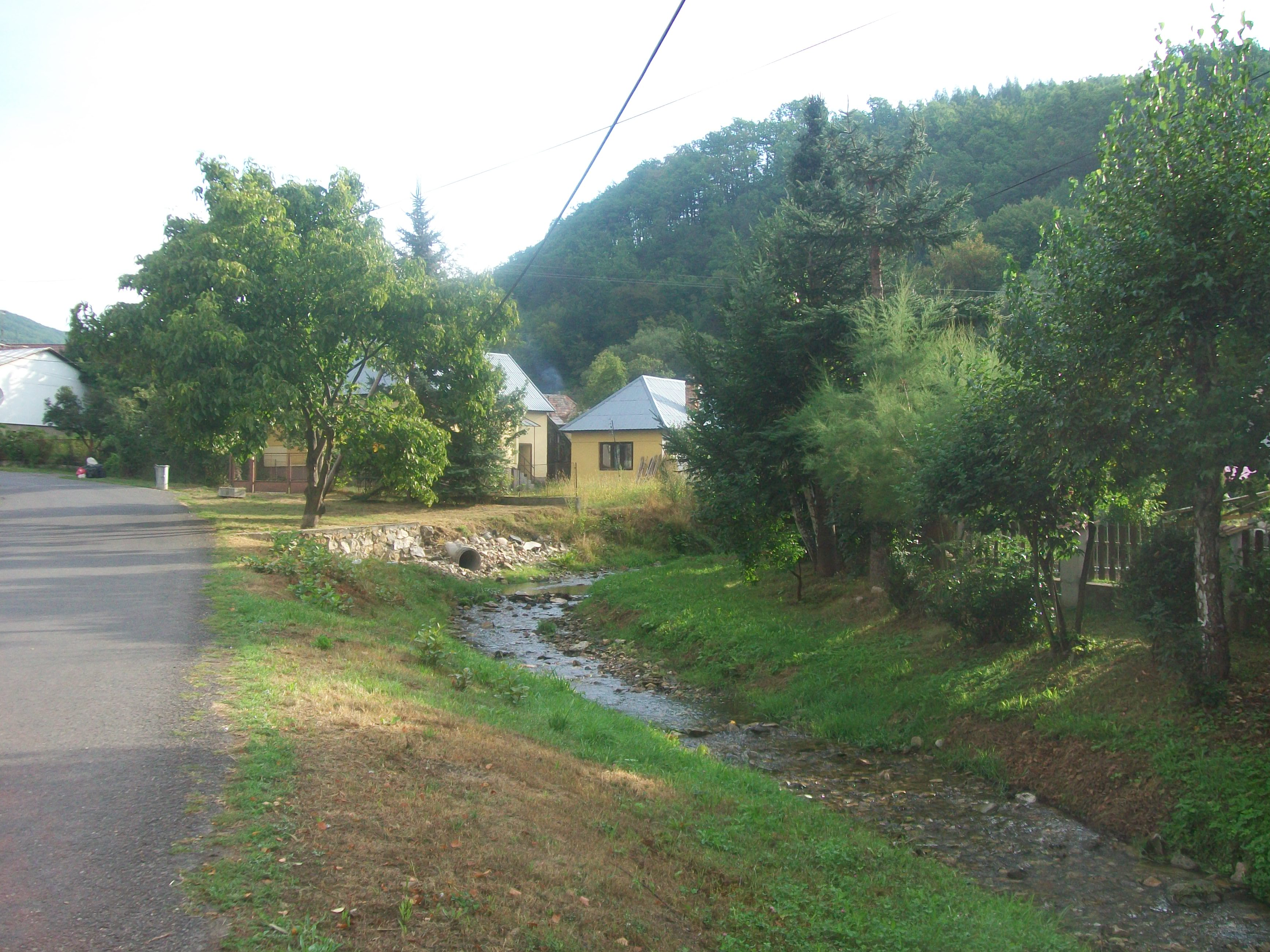
Der Vrbinský potok in Kotmanová

Die Gemeinde befindet sich am südwestlichen Rand des Slowakischen Erzgebirges, noch genauer im Teilgebirge Stolické vrchy, im Tal des Baches Vrbinský potok im Einzugsgebiet des Flüsschens Krivánsky potok. Das Ortszentrum liegt auf einer Höhe von 304 m n.m. und ist jeweils 21 Kilometer von Detva und Lučenec entfernt.
Nachbargemeinden sind Detvianska Huta und Látky im Norden, Cinobaňa im Osten, Lovinobaňa im Süden und Dobroč im Westen.

## Geschichte

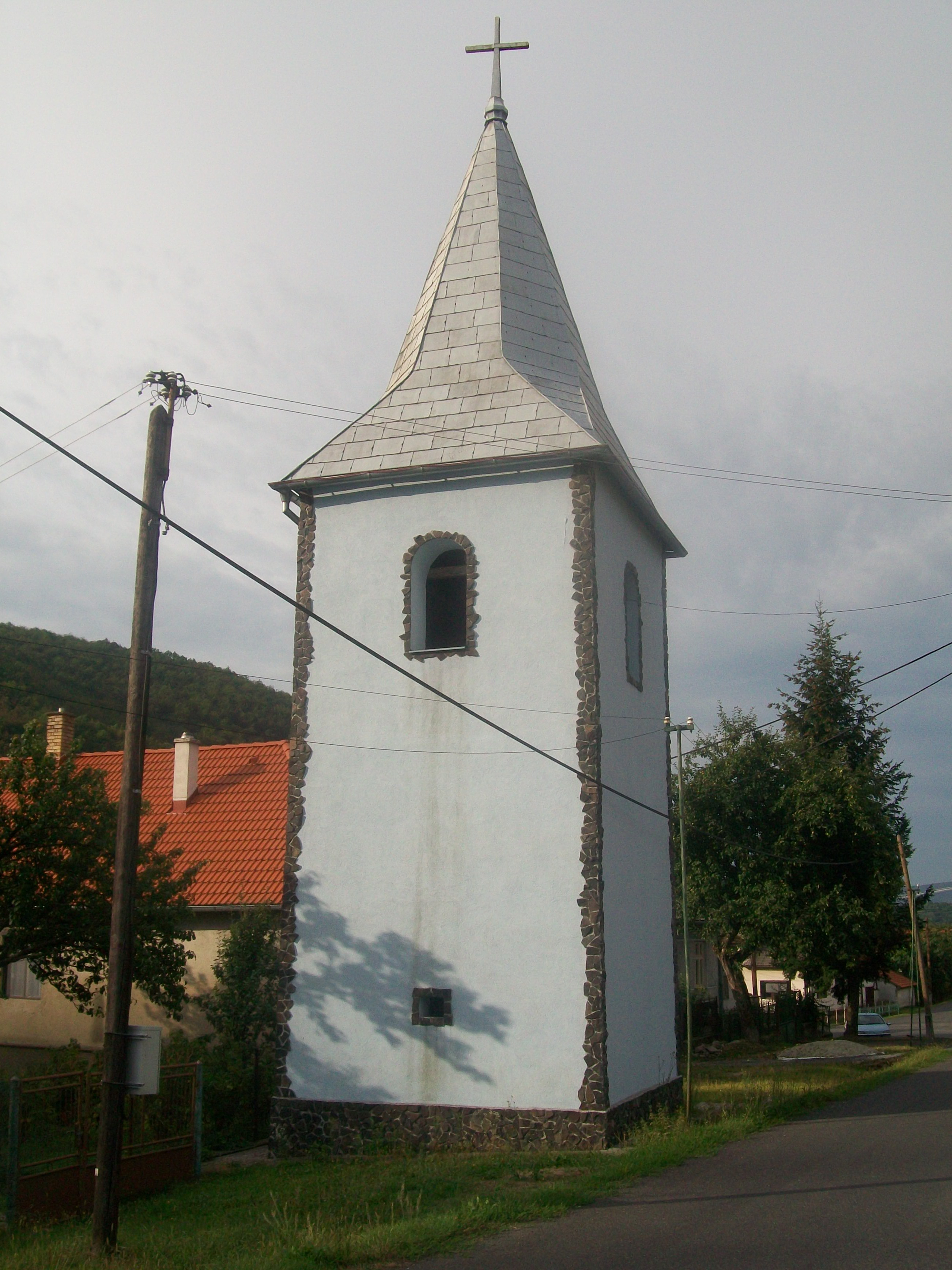
Glockenturm im Ort

Die ältesten archäologischen Funde im Gemeindegebiet stammen aus der Bronzezeit, unweit des heutigen Ortes befand sich eine Burgstätte der Kyjatice-Kultur, heute Pohanský hrad (wörtlich Heidnische Burg) genannt.
Kotmanová wurde zum ersten Mal 1393 als Kothmanlehutaya schriftlich erwähnt und lag zuerst in der Herrschaft der Burg Divín, später war es Besitz verschiedener Gutsherren. Der Name soll sich von einem deutschen Bergwerkaufseher namens Gutmann ableiten. Im 18. Jahrhundert gab es eine Glashütte im Ort. Im 18. und 19. Jahrhundert entstanden neun Weiler im Gemeindegebiet. 1828 zählte man 52 Häuser und 328 Einwohner, die als Landwirte und Viehhalter beschäftigt waren.
Bis 1918/1919 gehörte der im Komitat Neograd liegende Ort zum Königreich Ungarn und kam danach zur Tschechoslowakei beziehungsweise heute Slowakei. 

## Bevölkerung
| Jahr                | 1994 | 2004    | 2014    | 2024     |
| ------------------- | ---- | ------- | ------- | -------- |
| Anzahl der Personen | 367  | 357     | 323     | 259      |
| Unterschied         |      | −2,72 % | −9,52 % | −19,81 % |

| Jahr                | 2023 | 2024    |
| ------------------- | ---- | ------- |
| Anzahl der Personen | 263  | 259     |
| Unterschied         |      | −1,52 % |

Gemäß der Volkszählung 2011 wohnten in Kotmanová 329 Einwohner, davon 270 Slowaken und 10 Roma. 49 Einwohner machten keine Angabe zur Ethnie.
178 Einwohner bekannten sich zur Evangelischen Kirche A. B., 81 Einwohner zur römisch-katholischen Kirche und ein Einwohner zu den Zeugen Jehovas. Ein Einwohner gab eine andere Konfession an, 12 Einwohner waren konfessionslos und bei 56 Einwohnern wurde die Konfession nicht ermittelt.

## Bauwerke und Denkmäler
- Landsitz im klassizistischen Stil aus dem späten 18. Jahrhundert
- Glockenturm aus dem frühen 19. Jahrhundert
- Gebäude der ehemaligen Glashütte aus dem 18. Jahrhundert